# 彥州站
彥州站（：／ Eonju yeok */?）是首爾地鐵9號線沿線的一座地下車站，位於韓國首爾特別市江南區論峴洞。

## 車站構造
站體為2面2線側式月台的地下車站，月台層位於地下5樓，候車月台設有月台幕門，並有8處出口。

### 月台配置
| 新論峴 ↑ |
| \| 上    |
| ↓ 宣靖陵 |

| 月台 | 路線           | 目的地                                     |
| ---- | -------------- | ------------------------------------------ |
| 上行 | ●首爾地鐵9號線 | 新論峴、汝矣島、開花方向                   |
| 下行 | ●首爾地鐵9號線 | 宣靖陵、綜合運動場、石村、中央報勳醫院方向 |

## 歷史
- 2015年3月28日：落成啟用。

## 車站周邊
- 江南醫學大學附設車醫院（朝鲜语：강남차병원）暨醫學研究中心
- IST娛樂
- Kakao娛樂
- Brave娛樂
- STARSHIP娛樂
- 論峴無窮花公園
- 韩亚银行彥州站分行
- 中小企業銀行彥州站分行

## 圖片

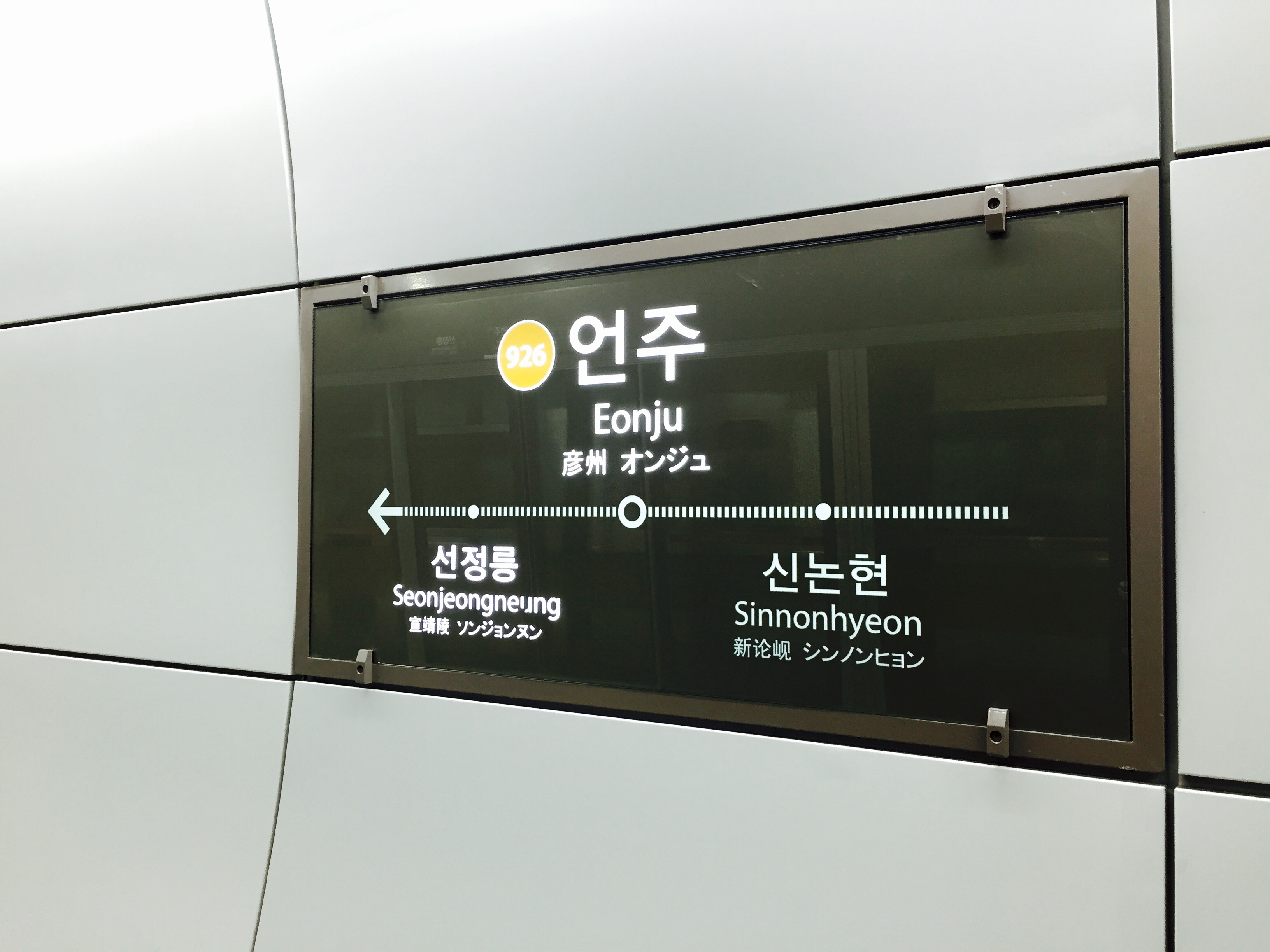
站名牌
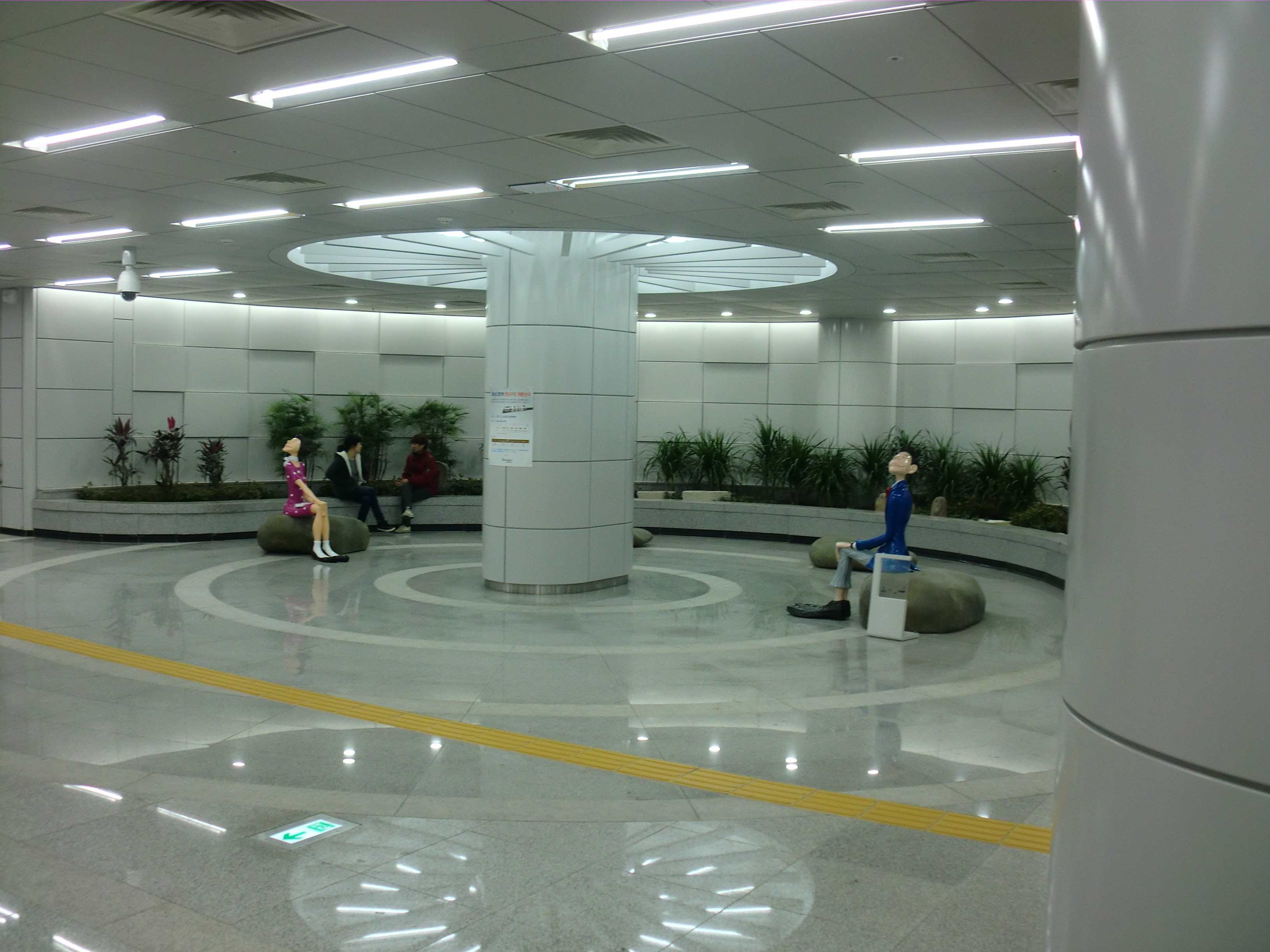
車站大廳
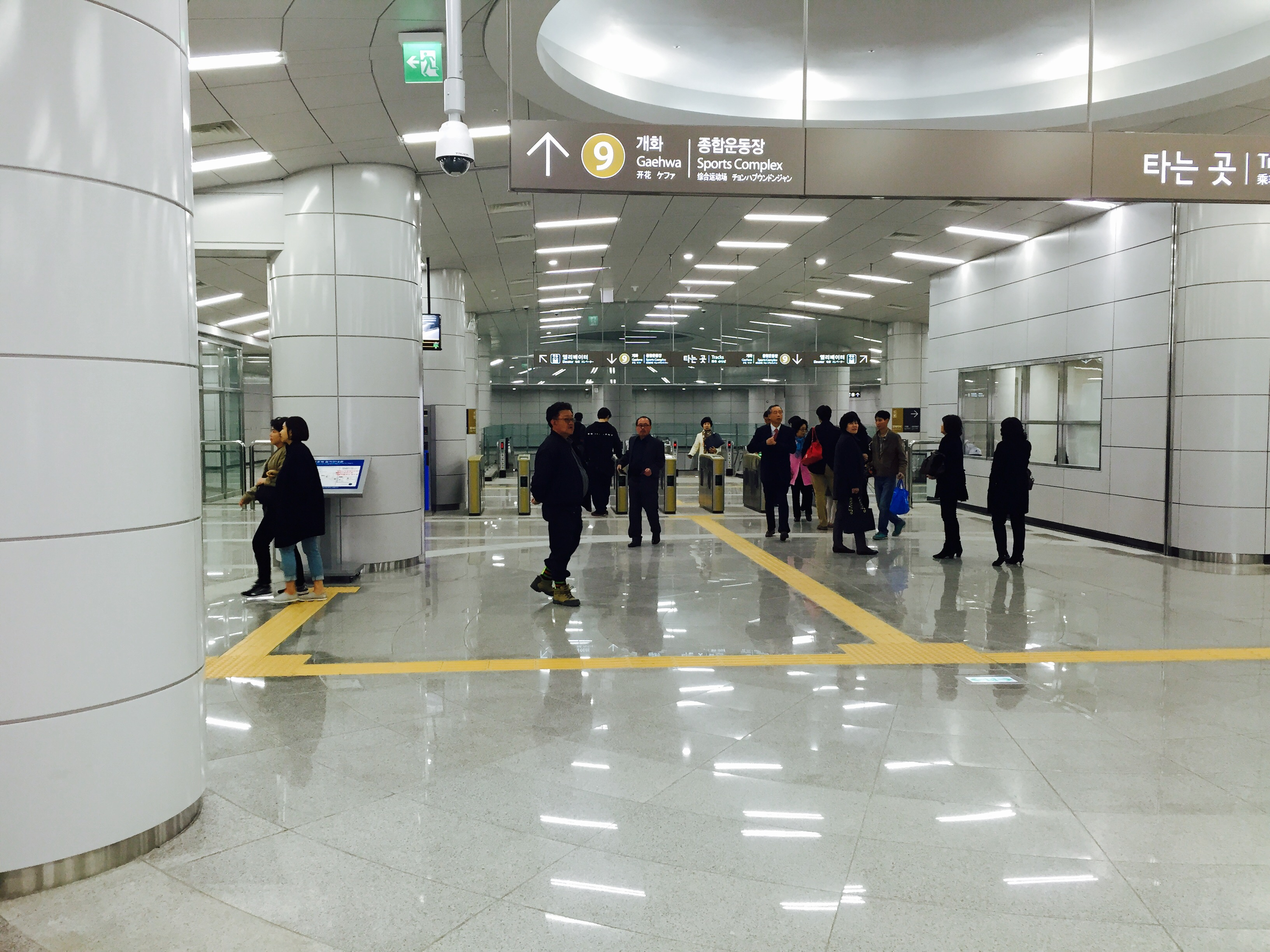
票閘口
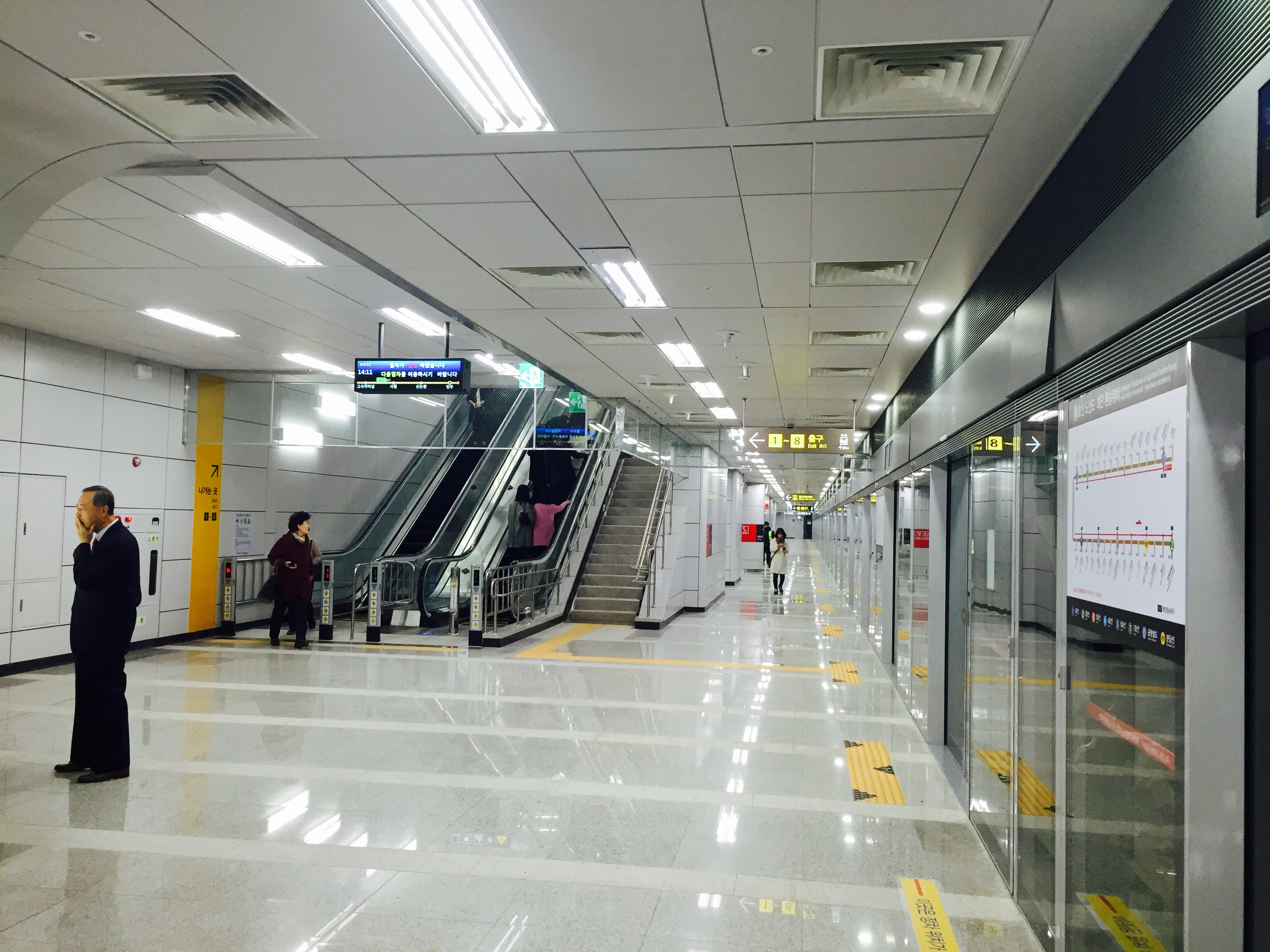
候車月台
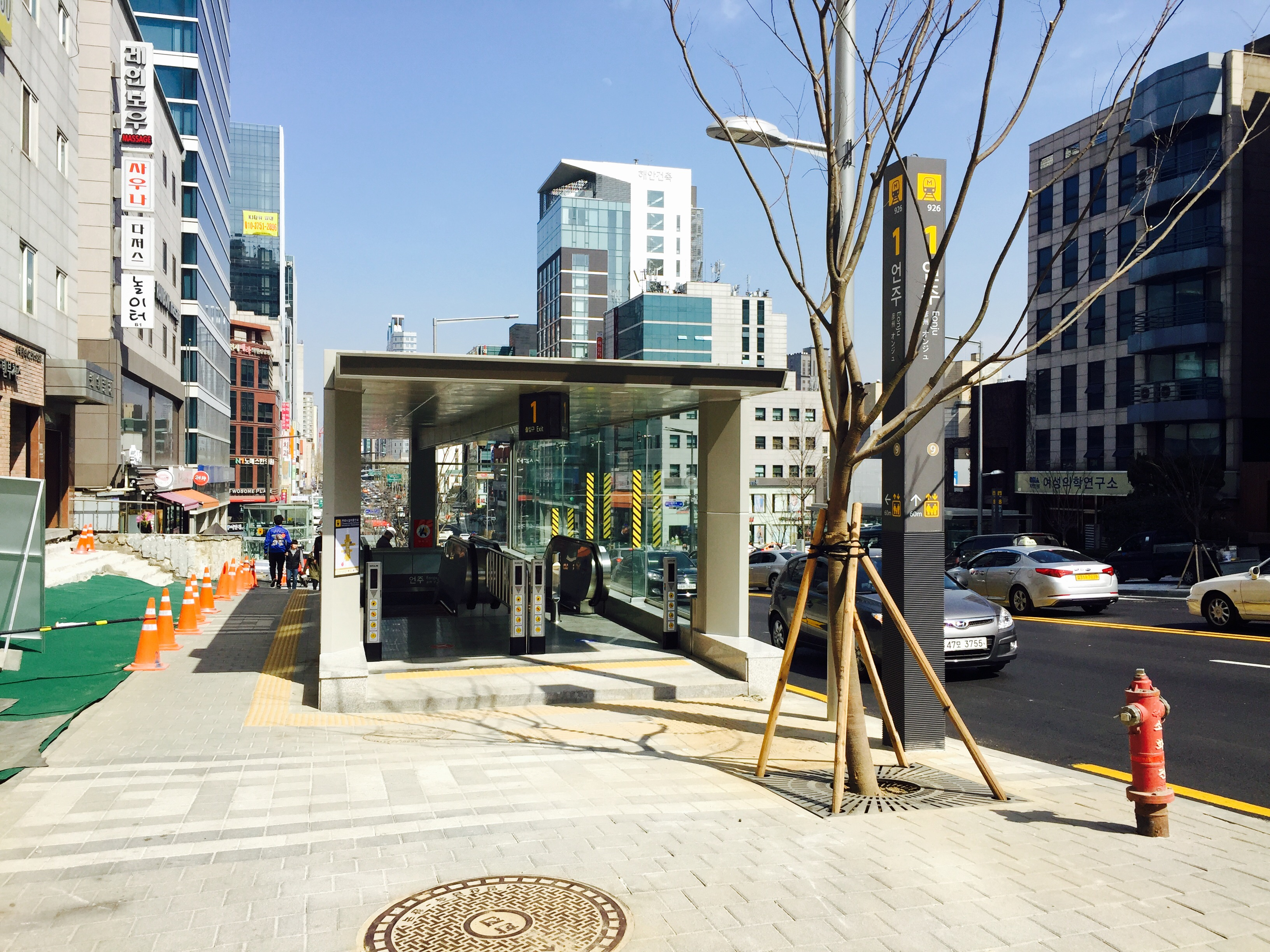
1號出口
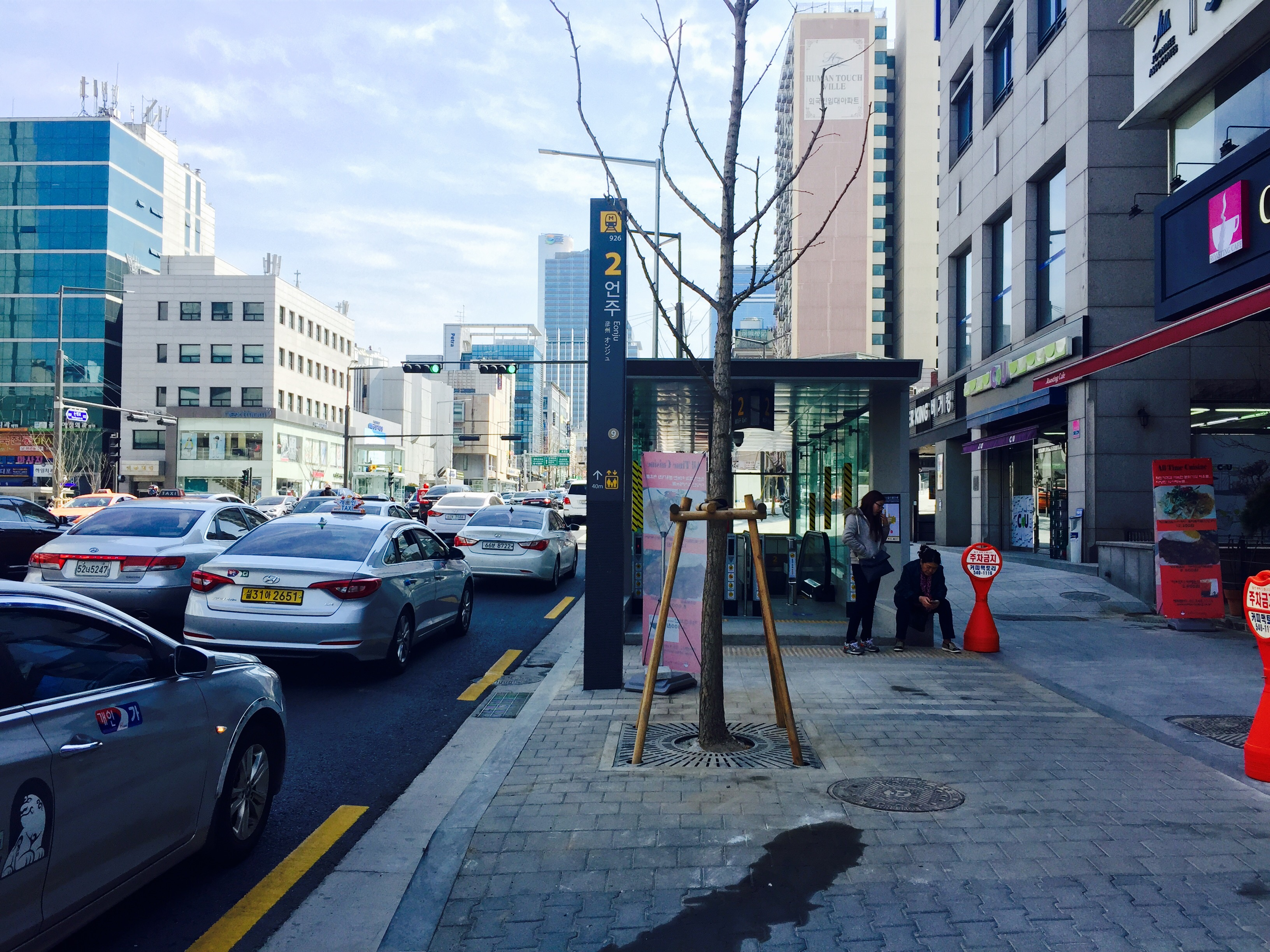
2號出口
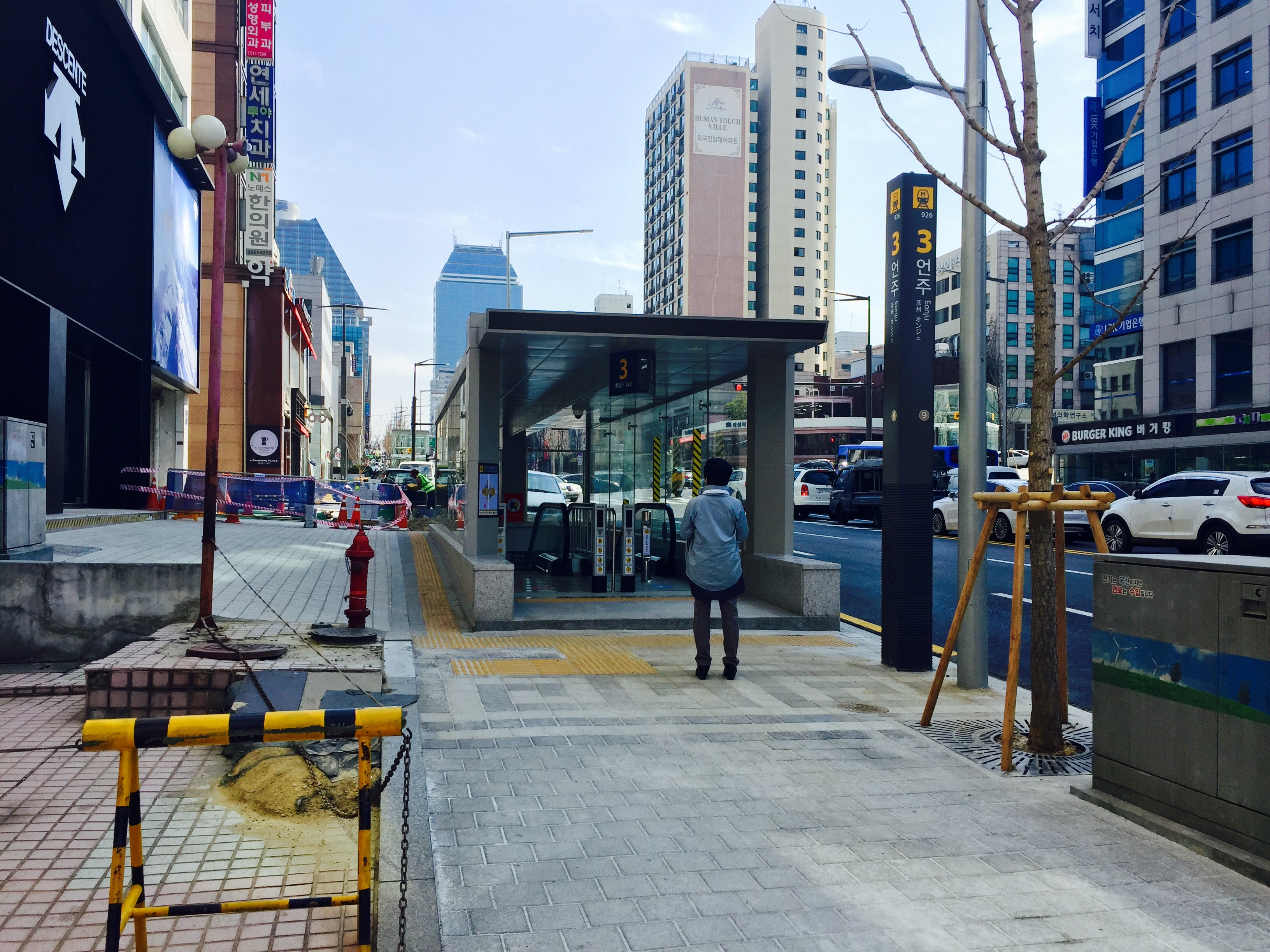
3號出口
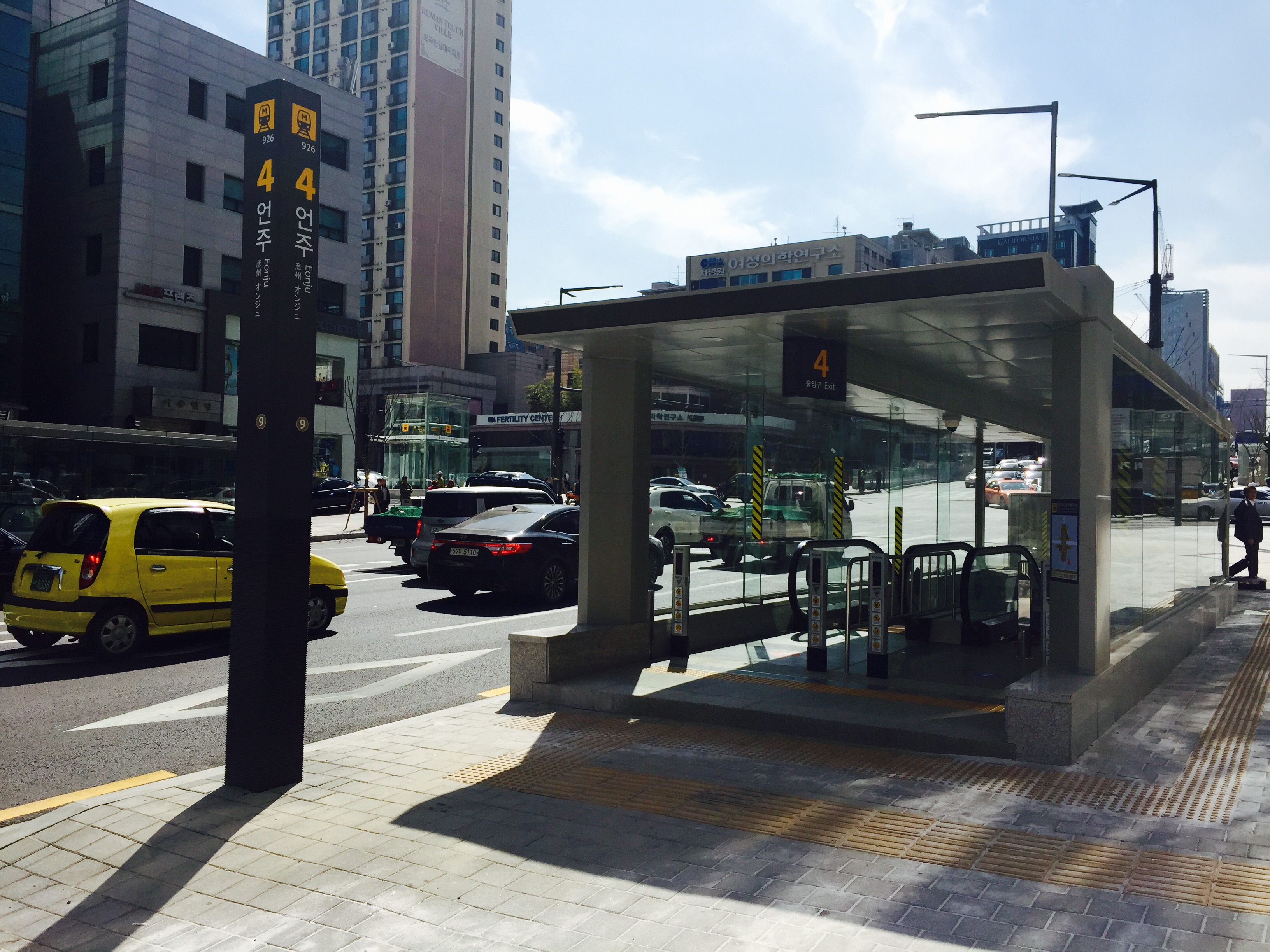
4號出口
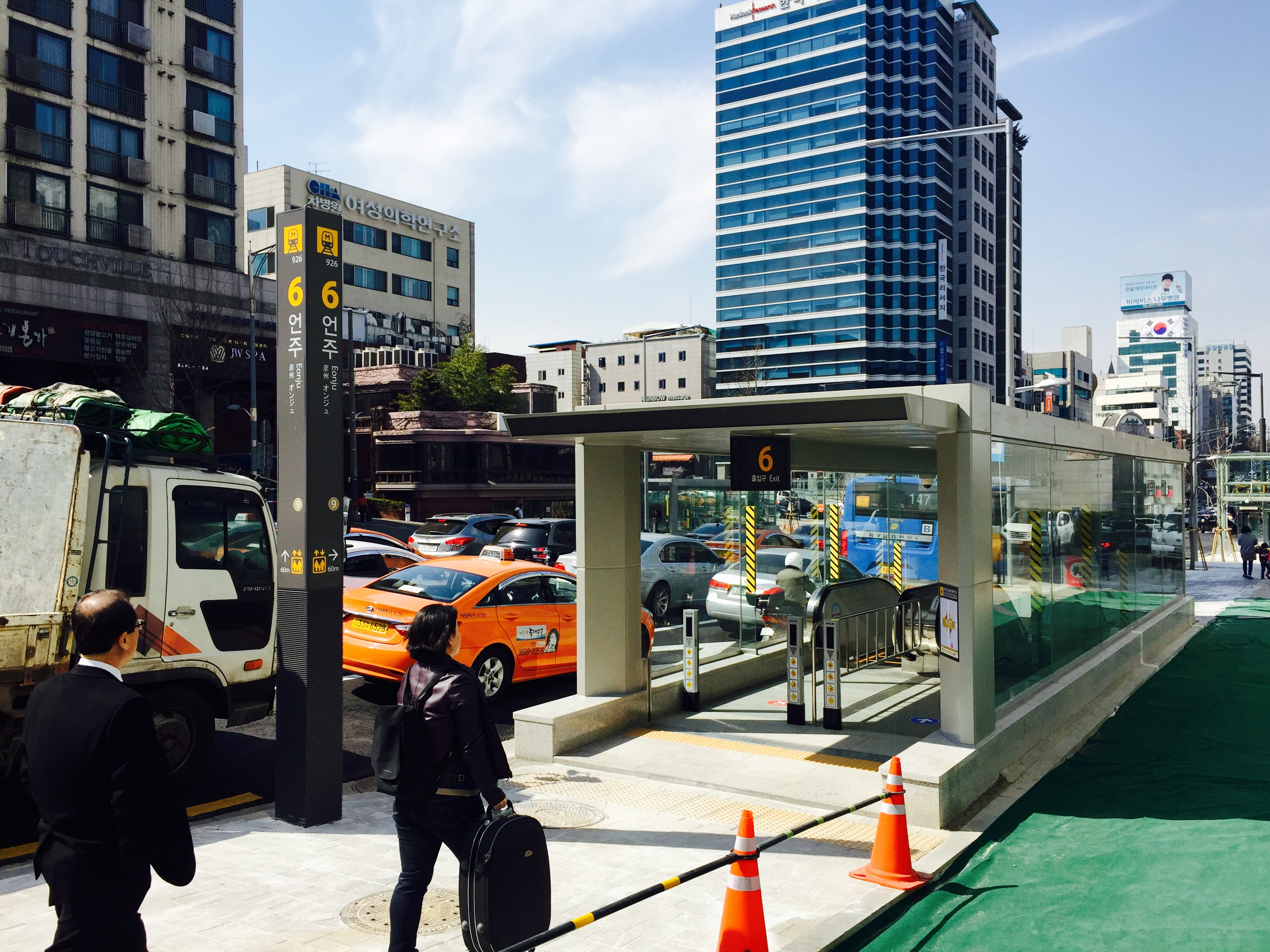
6號出口
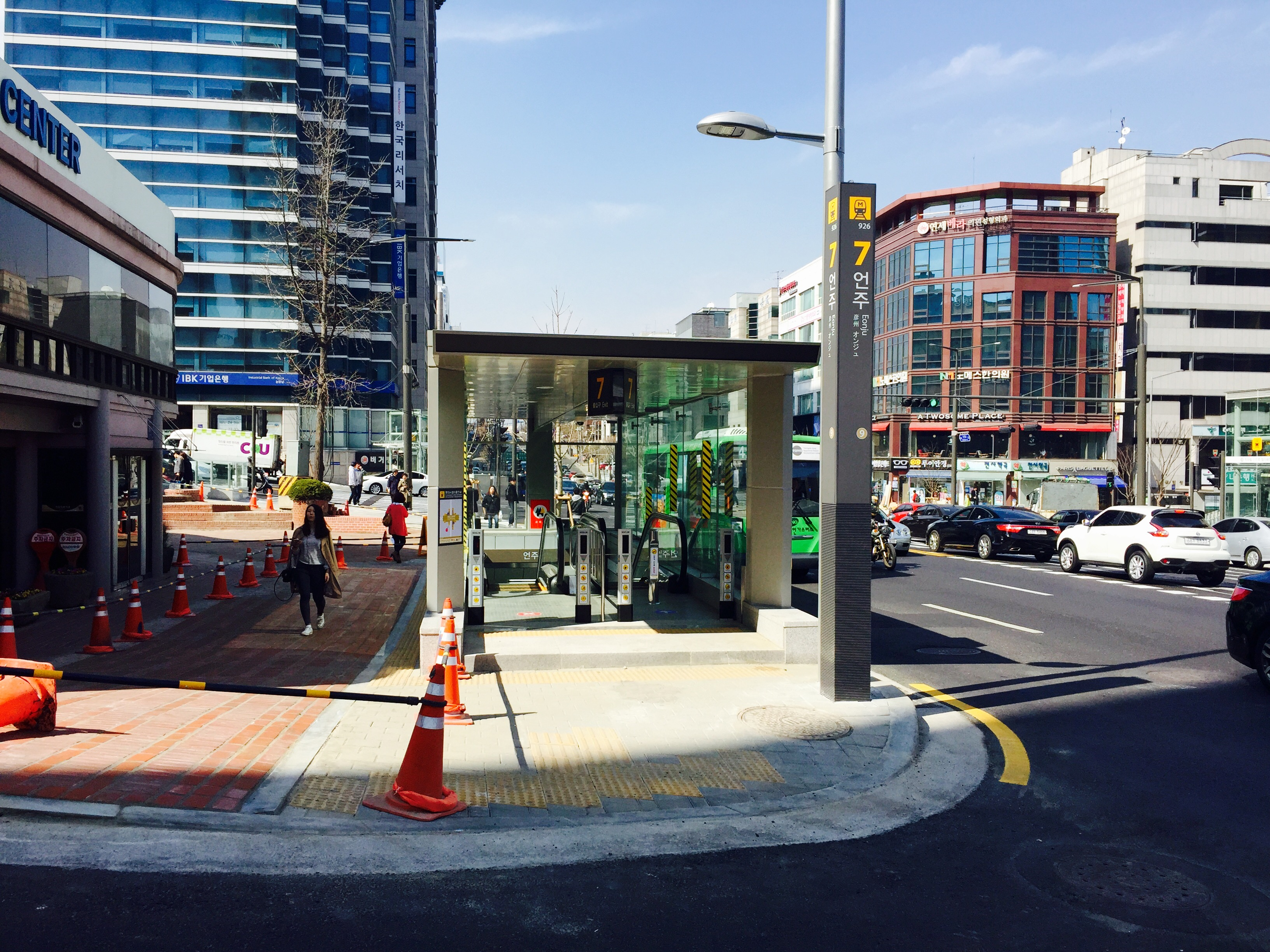
7號出口
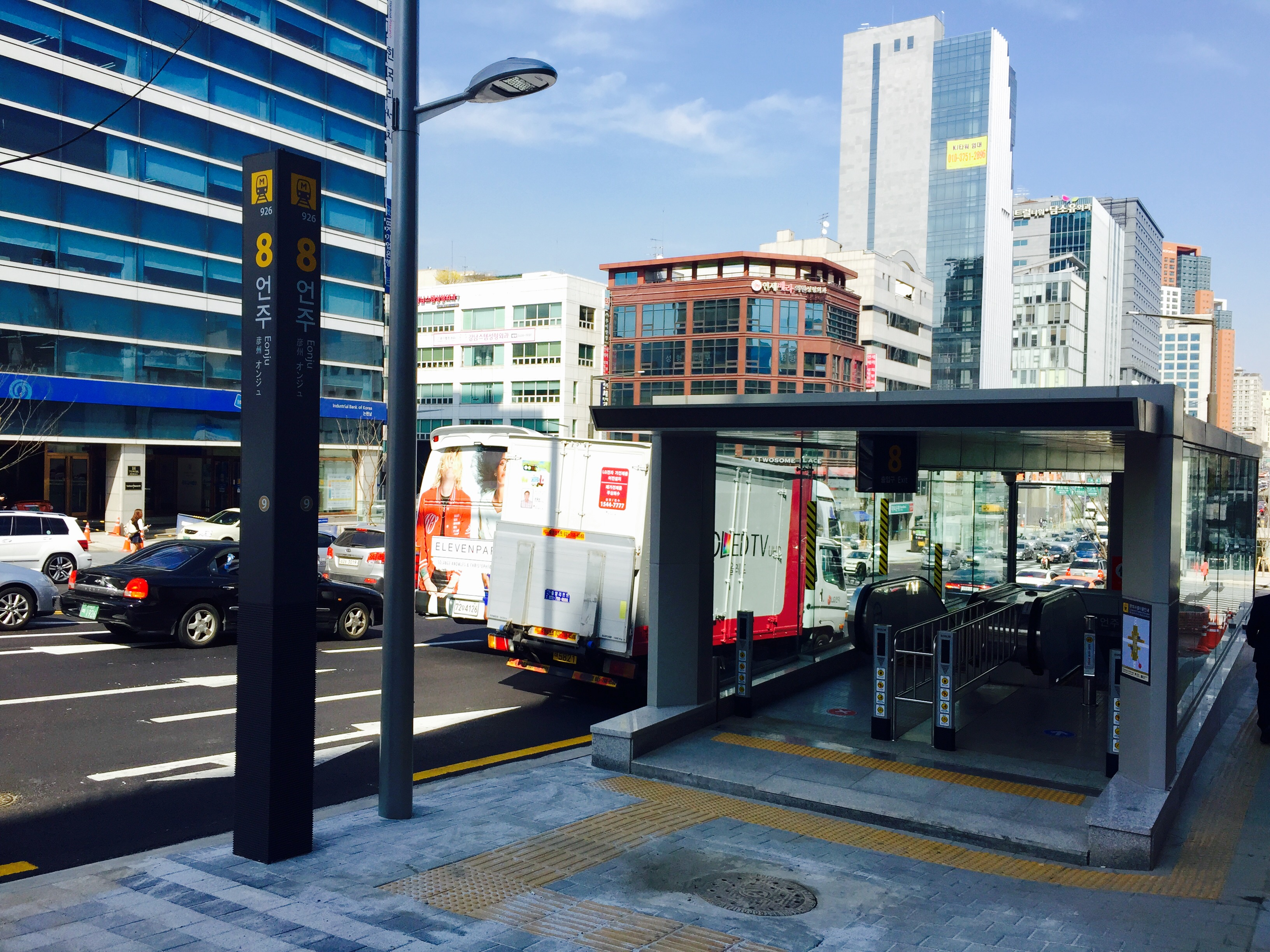
8號出口

## 相鄰車站
首爾交通公社
●首爾地鐵9號線
一般
新論峴（925）－彥州（926）－宣靖陵（927）